# Premis Gaudí de 2024
La setzena edició dels Premis Gaudí es va celebrar el 4 de febrer del 2024 al Centre de Convencions Internacional de Barcelona. La gala va ser dirigida per Maria Rovira i Ana Polo, com a mestres de cerimònies.
En la primera volta de votacions de les candidatures es van presentar 81 llargmetratges, assolint un nou rècord. 71 de les produccions són catalanes i 10 són europees.

## Premis i nominacions
La llista de nominacions la van fer pública els actors Vicky Luengo i Pol López el 12 de desembre del 2023 en una lectura pública a l'auditori de La Pedrera.
| Nominacions | Pel·lícula                       | Premis |
| ----------- | -------------------------------- | ------ |
| 15          | Creatura                         | 6      |
| 13          | Saben aquell                     | 7      |
| 9           | 20.000 especies de abejas        | 3      |
| 8           | Un amor                          | 1      |
| 6           | El mestre que va prometre el mar | 0      |
| 6           | La contadora de películas        | 1      |
| 5           | Upon Entry                       | 1      |
| 3           | Els encantats                    | 0      |
| 3           | La imatge permanent              | 0      |
| 3           | Sobre todo de noche              | 0      |
| 3           | Te estoy amando locamente        | 0      |
| 3           | Robot Dreams                     | 2      |
| 2           | Alteritats                       | 0      |

### Gaudí d'Honor-Miquel Porter
- Rosa Vergés[4]

### Millor pel·lícula
| Pel·lícula          | Direcció     |
| ------------------- | ------------ |
| Creatura            | Elena Martín |
| Saben aquell        | David Trueba |
| Els encantats       | Elena Trapé  |
| La imatge permanent | Laura Ferrés |

### Millor pel·lícula en llengua no catalana
| Pel·lícula                       | Direcció                                 |
| -------------------------------- | ---------------------------------------- |
| 20.000 especies de abejas        | Estibaliz Urresola Solaguren             |
| El mestre que va prometre el mar | Patricia Font                            |
| Un amor                          | Isabel Coixet                            |
| Upon Entry                       | Juan Sebastián Vásquez i Alejandro Rojas |

### Millor direcció
| Direcció          | Pel·lícula    |
| ----------------- | ------------- |
| Elena Martín      | Creatura      |
| David Trueba      | Saben aquell  |
| Isabel Coixet     | Un amor       |
| Agustí Villaronga | Loli Tormenta |

### Millor direcció novella
| Direcció                                 | Pel·lícula                |
| ---------------------------------------- | ------------------------- |
| Estibaliz Urresola Solaguren             | 20.000 especies de abejas |
| Alejandro Marín                          | Te estoy amando locamente |
| Juan Sebastián Vásquez i Alejandro Rojas | Upon Entry                |
| Laura Ferrés                             | La imatge permanent       |

### Millor guió original
| Guionista                                  | Pel·lícula                |
| ------------------------------------------ | ------------------------- |
| Juan Sebastián Vásquez i Alejandro Rojas   | Upon Entry                |
| Clara Roquet i Elena Martín                | Creatura                  |
| Estibaliz Urresola Solaguren               | 20.000 especies de abejas |
| Isa Campo, Andrea Queralt i Víctor Iriarte | Sobre todo de noche       |

### Millor guió adaptat
| Guionista                      | Pel·lícula                       |
| ------------------------------ | -------------------------------- |
| Isabel Coixet i Laura Ferrero  | Un amor                          |
| Albert Val                     | El mestre que va prometre el mar |
| Pablo Berger                   | Robot Dreams                     |
| David Trueba i Albert Espinosa | Saben aquell                     |

### Millor protagonista femenina
| Actriu                | Pel·lícula                |
| --------------------- | ------------------------- |
| Carolina Yuste        | Saben aquell              |
| Bruna Cusí            | Upon Entry                |
| Laia Costa            | Un amor                   |
| Patricia López Arnaiz | 20.000 especies de abejas |

### Millor protagonista masculí
| Actor           | Pel·lícula                       |
| --------------- | -------------------------------- |
| David Verdaguer | Saben aquell                     |
| Alberto Ammann  | Upon Entry                       |
| Enric Auquer    | El mestre que va prometre el mar |
| Oriol Pla       | Creatura                         |

### Millor interpretació revelació
| Actor/Actriu       | Pel·lícula                |
| ------------------ | ------------------------- |
| Clàudia Malagelada | Creatura                  |
| Ainara Elejalde    | Els encantats             |
| Alícia Falcó       | Las buenas compañías      |
| La Dani            | Te estoy amando locamente |

### Millor actriu secundària
| Actriu       | Pel·lícula                |
| ------------ | ------------------------- |
| Clara Segura | Creatura                  |
| Aina Clotet  | Els encantats             |
| Ane Gabarain | 20.000 especies de abejas |
| Ana Torrent  | Sobre todo de noche       |

### Millor actor secundari
| Actor           | Pel·lícula                |
| --------------- | ------------------------- |
| Àlex Brendemühl | Creatura                  |
| Daniel Brühl    | La contadora de películas |
| Hugo Silva      | Un amor                   |
| Pedro Casablanc | Saben aquell              |

### Millor pel·lícula documental
| Pel·lícula                                      | Direcció                |
| ----------------------------------------------- | ----------------------- |
| Mentre siguis tu, l'aquí i l'ara de Carme Elías | Claudia Pinto           |
| Alteritats                                      | Alba Cros i Nora Haddad |
| Hermano Caballo                                 | Marcel Barrena          |
| Muyeres                                         | Marta Lallana           |

### Millor pel·lícula d'animació
| Pel·lícula             | Direcció                          |
| ---------------------- | --------------------------------- |
| Robot Dreams           | Pablo Berger                      |
| Dispararon al pianista | Fernando Trueba i Javier Mariscal |
| Hanna i els monstres   | Lorena Ares                       |
| Heavies tendres        | Joan Tomas Monfort                |

### Millor pel·lícula per a televisió
| Pel·lícula                | Direcció     |
| ------------------------- | ------------ |
| Quico Sabaté: sense destí | Sílvia Quer  |
| Miró                      | Oriol Ferrer |

### Millor pel·lícula europea
| Pel·lícula                 | Direcció                                       |
| -------------------------- | ---------------------------------------------- |
| La sociedad de la nieve    | Juan Antonio Bayona                            |
| El triangle de la tristesa | Ruben Östlund                                  |
| Aftersun                   | Charlotte Wells                                |
| Les vuit muntanyes         | Charlotte Vandermeersch i Felix van Groeningen |
| Close                      | Lukas Dhont                                    |

### Millor fotografia
| Director de fotografia | Pel·lícula                |
| ---------------------- | ------------------------- |
| Gina Ferrer            | 20.000 especies de abejas |
| Agnès Piqué Corbera    | La imatge permanent       |
| Alana Mejía González   | Creatura                  |
| Bet Rourich            | Un amor                   |

### Millor música original
| Compositor                | Pel·lícula   |
| ------------------------- | ------------ |
| Alfonso de Vilallonga     | Robot Dreams |
| Andrea Motis              | Saben aquell |
| Clara Aguilar             | Creatura     |
| Maria Arnal i Nora Haddad | Alteritats   |

### Millor muntatge
| Candidat/es     | Pel·lícula                |
| --------------- | ------------------------- |
| Ariadna Ribas   | Creatura                  |
| Ana Paz         | Sobre todo de noche       |
| Bernat Aragonés | La contadora de películas |
| Raúl Barreras   | 20.000 especies de abejas |

### Millor direcció artística
| Direcció           | Pel·lícula                       |
| ------------------ | -------------------------------- |
| Marc Pou           | Saben aquell                     |
| Josep Rosell       | El mestre que va prometre el mar |
| Sylvia Steinbrecht | Creatura                         |
| Izaskun Urkijo     | 20.000 especies de abejas        |

### Millor vestuari
| Candidat/es    | Pel·lícula                       |
| -------------- | -------------------------------- |
| Lala Huete     | Saben aquell                     |
| Isis Velasco   | Te estoy amando locamente        |
| María Armengol | El mestre que va prometre el mar |
| Mercè Paloma   | La contadora de películas        |

### Millor maquillatge i perruqueria
| Candidat/es                                  | Pel·lícula                       |
| -------------------------------------------- | -------------------------------- |
| Caitlin Acheson, Nacho Díaz i Benjamín Pérez | Saben aquell                     |
| Danae Gatell i Alexandra Salva               | Creatura                         |
| Patricia Reyes                               | El mestre que va prometre el mar |
| Patricia Reyes i Jesús Martos                | La contadora de películas        |

### Millors efectes visuals
| Candidat/es                    | Pel·lícula                |
| ------------------------------ | ------------------------- |
| Bernat Aragonés                | La contadora de películas |
| Cristina Garmón                | Creatura                  |
| David Martí i Montse Ribé      | Secaderos                 |
| Wesley Barnard i Miriam Piquer | Saben aquell              |

### Millor curtmetratge
| Curtmetratge         | Direcció                 |
| -------------------- | ------------------------ |
| El bus               | Sandra Reina             |
| Blow!                | Neus Ballús              |
| La herida luminosa   | Christian Avilés         |
| Tots els meus colors | Anna Solanas i Marc Riba |

### Millor so
| Candidat/es                                     | Pel·lícula                |
| ----------------------------------------------- | ------------------------- |
| Xavi Mas, Eduardo Castro i Yasmina Praderas     | Saben aquell              |
| Albert Gay, Enrique G. Bermejo i Carlos Jiménez | Un amor                   |
| Eva Valiño, Koldo Corella i Xanti Salvador      | 20.000 especies de abejas |
| Leo Dolgan, Oriol Donat i Laia Casanovas        | Creatura                  |

### Millor direcció de producció
| Direcció                         | Pel·lícula                |
| -------------------------------- | ------------------------- |
| Eduard Vallès                    | Saben aquell              |
| Andrés Mellinas                  | Creatura                  |
| Elisa Sirvent i Patricio Pereira | La contadora de películas |
| Eva Taboada                      | Un amor                   |

### Premi especial del públic
- El mestre que va prometre el mar de Patrícia Font.